# Solncevská mafie
Solncevská mafie neboli Solncevskaja Bratva (rusky: Солнцевская братва) je zločinecký syndikát mnohdy označovaný za nejmocnější ruskou mafii. Skupina vznikla v 80. letech. Centrem jejich operací je Moskva, název solncevská je spojen s počátky na moskevském sídlišti Solncevo. Za její symbol je považováno slunce. Počet členů se odhaduje na 1000-1500, ale některé zdroje hovoří až o 9000 členech.
Skupinu založil a dodnes ji vede Sergej Michajlov (Michas). Vjačeslav Ivaňkov přezdívaný Japončík vedl akce v USA, než byl roku 1995 zatčen. Semjon Mogilevič byl jednu dobu spjatý s touto mafií (to ovšem i s mafií solomonskou) a angažoval se pro ni v praní špinavých peněz. V polovině 90. let se ale jejich cesty rozdělily. Podle dokumentů WikiLeaks z roku 2010 spolupracuje Michajlov s ruskou kontrarozvědkou FSB, která mu zajišťuje ochranu a i jeho obchodům.
Podle Frederica Varese, profesora kriminologie na Oxfordské univerzitě, je skupina decentralizovaná, kdy asi 10 podskupin (tzv. brigády) operuje relativně nezávisle na sobě navzájem. Přesto jde o jeden celek a nad aktivitami organizace dohlíží 12 lídrů.

## Aktivity
Solncevský gang se angažuje ve vybírání výpalného, obchodu s „bílým masem“ a se zbraněmi, prostituci, kyberzločinu apod. Velmi činný je v oblasti distribuce drog – generuje příjmy z prodeje heroinu z Afghánistánu a kokainu z Jižní Ameriky. Jako jiný organizovaný zločin obecně, i solncevská skupina legalizuje příjmy investováním a prostřednictvím jimi zakládaných bank a dalších podniků.

## Působnost
Solncevská mafie má mezinárodní vazby. Její zázemí je v ruské Moskvě, zejména na jihozápadě města. Působí v Evropě (nejen ve východní) i v USA. Okolo roku 1995 vstoupila do ČR (rok policejní razie v pražské restauraci U Holubů), postupem času se však stáhla a na její místo nastoupily etnické kriminální skupiny, např. z Arménie.

## Vazby
Ruská mafie udržuje obchodní vztahy s narkokartely z Kolumbie (kokain) a spojenectví s gangy z území Ruska, Ukrajiny, Litvy, Gruzie a dokonce i Polska a Itálie.
Za rivalskou lze považovat čečenskou mafii.